# Vamos Com Tudo
"Vamos Com Tudo" é uma canção do cantor português David Carreira com a participação de Ludmilla, Giulia Be e Preto Show. A música foi escolhida como a canção tema oficial da seleção de Portugal para o EURO 2020. 
O videoclipe da canção foi gravado tanto em Portugal como no Brasil e foi disponibilizado no dia 4 de junho no canal do YouTube da Federação Portuguesa de Futebol. Nuno Moura, que é o diretor de marketing da Federação Portuguesa disse sobre a canção: "reforça a globalidade que Portugal tem, e cria uma onda de apoio positiva que certamente inspirará os nossos jogadores a superarem-se".

## Charts

### Paradas semanais
| Parada musical (2021) | Posição de pico |
| --------------------- | --------------- |
| Portugal (AFP)        | 9               |

## Histórico de Lançamento
| País     | Data               | Formato          | Gravadora    |
| -------- | ------------------ | ---------------- | ------------ |
| Mundo    | 4 de junho de 2021 | Download digital | Warner Music |
| Portugal | 4 de junho de 2021 | Rádio Mainstream | Warner Music |
| Portugal | 4 de junho de 2021 | Streaming        | Warner Music |
| Brasil   | 4 de junho de 2021 | Streaming        | Warner Music |